# Morthomiers
Morthomiers település Franciaországban, Cher megyében. Lakosainak száma 815 fő (2022. január 1.). Morthomiers La Chapelle-Saint-Ursin, Marmagne, Saint-Florent-sur-Cher, Sainte-Thorette, Le Subdray és Villeneuve-sur-Cher községekkel határos.

## Népesség
A település népessége az elmúlt években az alábbi módon változott:
| Lakosok száma | 204  | 409  | 590  | 671  | 750  | 758  | 761  | 763  | 765  | 815  |
|               | 1968 | 1982 | 1990 | 2006 | 2013 | 2015 | 2017 | 2019 | 2020 | 2022 |